# ناحیه استرتن، شهرستان ادگار، ایلینوی
ناحیه استرتن (به انگلیسی: Stratton Township) یک منطقهٔ مسکونی در ایالات متحده آمریکا است که در شهرستان ادگار، ایلینوی واقع شده‌است. ناحیه استرتن ۲۰۳ متر بالاتر از سطح دریا واقع شده‌است.